# Democritus (cràter)

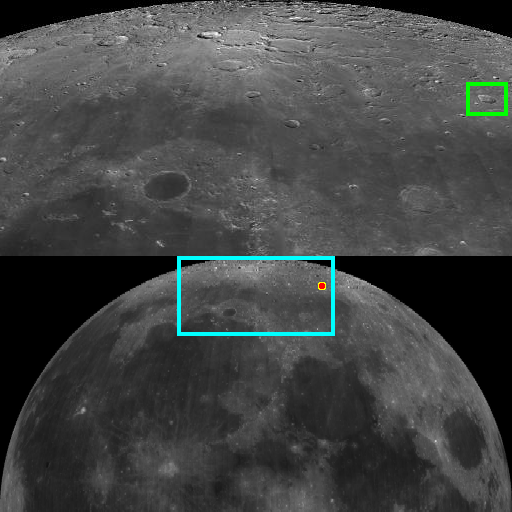
Localització del cràter Democritus sobre el globus lunar

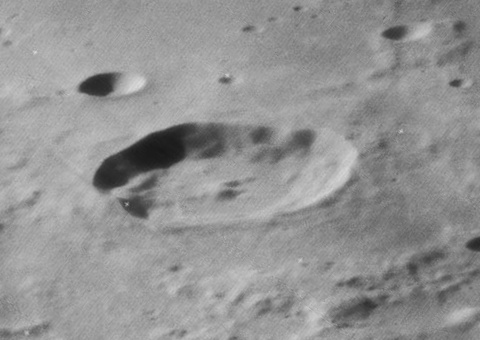
Fotografia de la missió Lunar Orbiter 4 (1967)

Demòcrit és un cràter d'impacte que es troba en la part nord de la Lluna, just al nord del Mare Frigoris. Al sud de Demòcrit se situa el cràter inundat de lava Gärtner, que forma una badia en el mar lunar. Directament al nord s'hi troba el cràter Arnold, una altra formació inundada de lava.
La vora de Demòcrit és en general afilada i mostra pocs signes d'erosió. No constitueix un cercle del tot, amb protuberàncies cap a l'exterior que li donen una forma lleugerament irregular. Les parets interiors tenen terrasses simples o dobles que condueixen a un sòl interior relativament pla. Prop del punt mitjà del cràter apareix un petit pic central.
El cràter porta el nom del filòsof grec Demòcrit. Com molts dels cràters de la cara visible de la Lluna, el nom li va ser adjudicat per Giovanni Riccioli, la nomenclatura del qual s'ha convertit en una referència del sistema de 1.651 noms. Els primers cartògrafs lunars li havien assignat diferents noms a aquest cràter: en el seu mapa de 1645, Michael van Langren el denomina "Alfonsi IX Reg. Cast." en honor d'Alfons IX de Lleó, i Johannes Hevelius ho va referenciar com "Mons Bontaş".

## Cràters satèl·lit
Per convenció aquests elements són identificats en els mapes lunars posant la lletra en el costat del punt mitjà del cràter que està més prop de Demòcrit.
|            | \| Democritus \| Coordenades \| Diàmetre \| \| ---------- \| ------------------------------------ \| -------- \| \| A \| 61° 36′ N, 32° 24′ E / 61.6°N,32.4°E \| 11 km \| \| B \| 60° 06′ N, 28° 36′ E / 60.1°N,28.6°E \| 12 km \| \| D \| 62° 54′ N, 31° 12′ E / 62.9°N,31.2°E \| 8 km \| \| K \| 63° 06′ N, 40° 42′ E / 63.1°N,40.7°E \| 7 km \| \| L \| 63° 24′ N, 39° 42′ E / 63.4°N,39.7°E \| 18 km \| \| M \| 63° 36′ N, 37° 06′ E / 63.6°N,37.1°E \| 5 km \| \| N \| 63° 36′ N, 34° 18′ E / 63.6°N,34.3°E \| 16 km \| |          |
| Democritus | Coordenades | Diàmetre |
| A          | 61° 36′ N, 32° 24′ E / 61.6°N,32.4°E | 11 km    |
| B          | 60° 06′ N, 28° 36′ E / 60.1°N,28.6°E | 12 km    |
| D          | 62° 54′ N, 31° 12′ E / 62.9°N,31.2°E | 8 km     |
| K          | 63° 06′ N, 40° 42′ E / 63.1°N,40.7°E | 7 km     |
| L          | 63° 24′ N, 39° 42′ E / 63.4°N,39.7°E | 18 km    |
| M          | 63° 36′ N, 37° 06′ E / 63.6°N,37.1°E | 5 km     |
| N          | 63° 36′ N, 34° 18′ E / 63.6°N,34.3°E | 16 km    |